# 1683 Castafiore
For the fictional character in the running comic strip The Adventures of Tintin bởi Hergé, see Bianca Castafiore
1683 Castafiore (1950 SL) là một tiểu hành tinh vành đai chính được phát hiện ngày 19 tháng 9 năm 1950 bởi Sylvain Arend ở Uccle. Nó được đặt theo tên the fictional Adventures of Tintin character, Bianca Castafiore.